# موريس روبرتس
موريس روبرتس (بالإنجليزية: Maurice Roberts)‏ (5 يوليو 1922 ببرستل في المملكة المتحدة - 1 يناير 1993 ببرستل في المملكة المتحدة) هو لاعب كرة قدم بريطاني (وحمل سابقاً جنسية المملكة المتحدة لبريطانيا العظمى وأيرلندا) في مركز جناح ‏. لعب مع نادي بريستول سيتي ونادي برينتفورد.